# جزيرة ظهرة ابوجاد (ميدي)

تعديل مصدري - تعديل

جزيرة ظهرة ابوجاد هي إحدى جزر مديرية ميدي التابعة لمحافظة حجة.